# Лажани (Прешов)
Лажани (слч. Lažany) насељено је мјесто са административним статусом сеоске општине (слч. obec) у округу Прешов, у Прешовском крају, Словачка Република.

## Становништво
| Година:    | 1994. | 2004.    | 2014.    | 2024.   |
| ---------- | ----- | -------- | -------- | ------- |
| Број људи: | 130   | 151      | 178      | 161     |
| Разлика:   |       | +16,15 % | +17,88 % | -9,55 % |

| Година:    | 2023. | 2024.   |
| ---------- | ----- | ------- |
| Број људи: | 166   | 161     |
| Разлика:   |       | -3,01 % |

Према подацима о броју становника из 2024. године насеље је имало 161 становника.